# 員林市
員林市（ユエンリン/いんりん-し、台湾語:Oân-lîm-chhī）は台湾中部の市。彰化県の県轄市で、旧称は「員林鎮」。周囲の芬園郷、大村郷、埔心郷、永靖郷、社頭郷、南投県南投市と接する。

## 地理
員林市は彰化平原の東部に位置し、南投県との県境にある八卦台地を除き平原により構成されている。平均海抜は25mである。気候は亜熱帯気候区に属し、年間平均気温は23℃である。

## 歴史
員林地区の開発は清代の康熙中期に遡ることができる。1683年（康熙22年）、水師提督施琅，陸軍提督万正が台湾を攻撃、鄭氏政権を降伏させると、員林は福建省分巡台廈道臺湾府諸羅県に帰属した。康熙年間には施世榜により厝圳が、黄仕郷で十五庄圳が整備されると、福建省漳州府平和県の曹阿慈、広東嘉應州鎮平県の詹志道、劉延魁、呉三霖、広東潮州府饒平県の黄可九、黄実賢、盧剛直、張應和、張文敞、張剛直、広東恵州府陸豊県の梁文開、梁文挙兄弟などがこの地の開拓に携わった。
1740年（乾隆5年）、燕霧保が設けられ垓台、秀水、佳錫、員林仔、鎮平、内湾、白沙坑の7庄を管轄するようになる。燕霧保の街区が員林仔街である。
下関条約により日本統治下に置かれた台湾では行政区の改編が続き、1920年には台中州員林郡員林街と改編された。戦後は台中県員林区員林鎮となり、1950年に彰化縣員林鎮と改称され現在に至っている。2015年8月8日に県轄市に昇格。

## 行政区
| 地区 | 里 |
| ---- | --- |
| 東   | 大峯里、湖水里、出水里、東北里、中東里、南東里、振興里、鎮興里、林厝里、西東里、浮圳里、崙雅里                 |
| 南   | 中央里、溝皀里、大明里、大饒里、万年里、恵来里、民生里、東和里、黎明里                                         |
| 西   | 大埔里、源潭里、南興里、新生里、南平里、三義里                                                                 |
| 北   | 三橋里、三愛里、三和里、三条里、和平里、中山里、光明里、忠孝里、仁愛里、中正里、新興里、仁美里、三信里、三多里 |

## 歴代市長
| 代 | 氏名 | 任期 |
| -- | ---- | ---- |

## 教育

### 科技学院
- 中州科技大学

### 高級中学
- 国立員林高級中学

### 高級職校
- 国立員林高級農工職業学校
- 国立崇実高級工業職業学校
- 国立員林高級家商職業学校
- 私立大慶高級商工職業学校

### 国民中学
- 彰化県立員林国民中学
- 彰化県立大同国民中学
- 彰化県立明倫国民中学

### 国民小学
| - 彰化県立員林国民小学 - 彰化県立育英国民小学 - 彰化県立静修国民小学 | - 彰化県立僑信国民小学 - 彰化県立員東国民小学 - 彰化県立饒明国民小学 | - 彰化県立東山国民小学 - 彰化県立青山国民小学 - 彰化県立明湖国民小学 |

## 交通

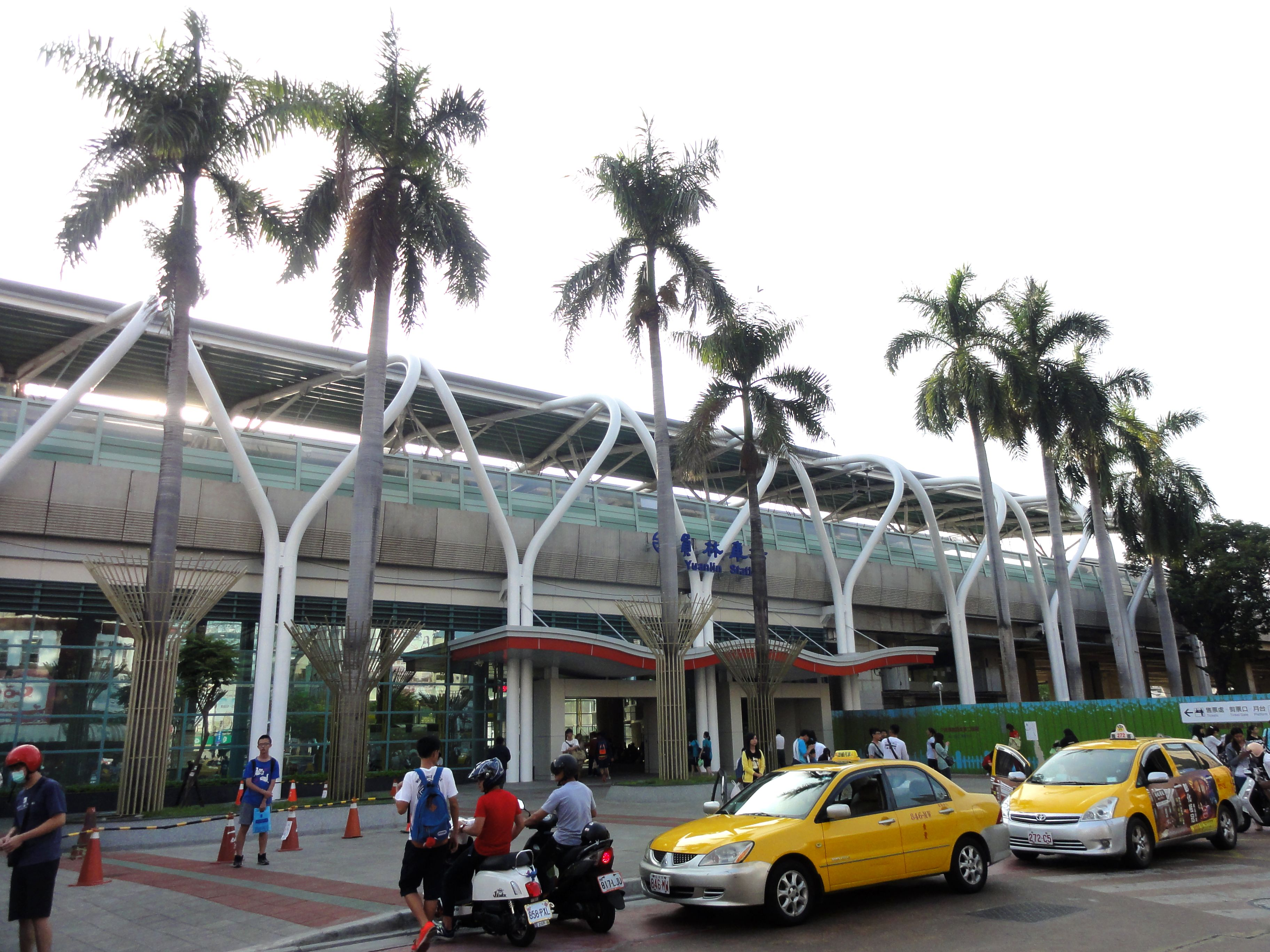
員林駅

| 種別     | 路線名称     | その他                    |
| -------- | ------------ | ------------------------- |
| 鉄道     | 縦貫線       | 員林駅                    |
| 高速道路 | 中山高速道路 | 員林IC                    |
| 省道     | 台1線        |                           |
| 省道     | 台76線       | 東西向快速公路 漢宝草屯線 |

## 観光

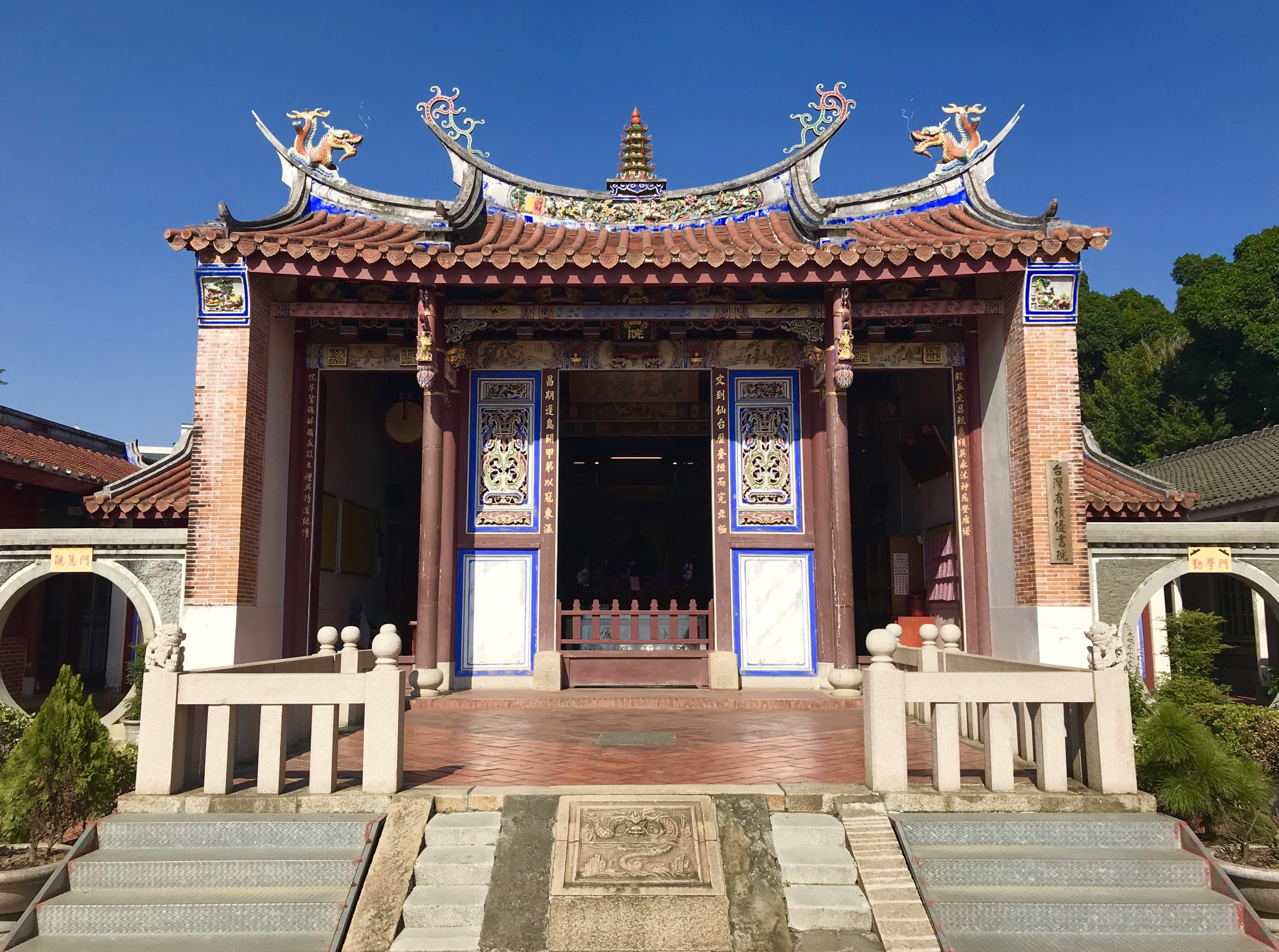
興賢書院

- 員林公園（中国語）
  - 興賢書院（中国語）
- 員林禅寺（中国語）
- 員林地蔵庵（中国語）
- 員林衡文宮（中国語）
- 員林演芸ホール（中国語）
- 員林福寧宮
- 百果山（中国語）風致地区
  - 員林神社（中国語）[3]
- 八堡圳（中国語）
  - 施世榜（中国語）
- 打石巷（中国語）
- 光明街商圈
  - 旧称「竹管市」民權街–民生路
  - 旧称「蕃薯市」–南昌路

### 歴史的建造物
- 江九合済陽堂
- 游氏宗祠
- 曹家開台祖塋
- 張氏追遠堂
- 員林駅の穀物用鉄道倉庫（中国語）